# Laserová rušička
Laserová rušička je zařízení, které chrání vozidlo před laserovými měřiči rychlosti, bez ohledu na rychlost vozidla a jeho vzdálenost od měřiče. Vozidlu s namontovanou laserovou rušičkou je prakticky nemožné změřit rychlost. V okamžiku, když senzor zaregistruje laserový impulz, zařízení ho automaticky vyhodnotí a začne vysílat impulzy, které zabrání tomu, aby byla vozidlu s laserovou rušičkou změřena rychlost. Zároveň je řidiči signalizován poplach a tím oznámen měřič. Základem laserové rušičky se stala přelomová studie, která obsahovala teoretické principy fungování tohoto zařízení, ale také konstatování, že toto zařízené lze dnes sestrojit také z křemíku. Tak vznikla funkční laserová rušička, kterou její tvůrci nazvali koherentní dokonalý absorbér (coherent perfekt absorber – CPA).

## Využití
A. Douglas Stone, který zveřejnil přelomovou studii, která se stala základem antilaseru, vidí využití CPA především jako optických přepínačů, detektorů a jiných součástí optických počítačů.  Zdůraznil také oblast radiologie. Za pomoci CPA se v rámci diagnostických nebo přímo léčebných úkonů bude dat zacílit louč elektromagnetického záření do oblasti v lidském tkanivu. V současnosti nacházejí laserové rušičky uplatnění jako velmi spolehlivé detektory a víceúčelové laserové systémy do vozidel. Laserové rušičky ve vozidlech se využívají na rušení policejních laserových pistolí, fungují jako parkovací asistent, nebo dálkový ovladač garážových dveří. Laserová čidla se instalují do čelní masky vozidla, ovládací prvky a reproduktor se instalují do kabiny vozidla.

## Legálnost
Jejich používání není v České republice legální. Zákon o provozu na pozemních komunikacích č. 361/2000 Sb. zakazuje použití aktivních prostředků, které mohou rušit nebo jinak omezovat činnost radarů. Tento zákon se ale nevztahuje na použití pasivních antiradarů, které neovlivňují a nijak neznemožňují funkci radarů.